# Monastère Saint-Jean Bigorski
Le Monastère Saint-Jean Bigorski (macédonien : Свети Јован Бигорски) est un monastère orthodoxe situé dans l'ouest de la Macédoine du Nord, dans la commune de Mavrovo i Rostuše. L'église du monastère est dédiée à Saint Jean-Baptiste et « Bigorski » vient du mot macédonien « bigor » qui signifie tuf, pierre avec laquelle le monastère est construit. Le monastère est composé d'une église, d'un ossuaire, d'une tour de défense, de bâtiments conventuels et d'une maison pour les visiteurs, construite récemment. Il se trouve sur les pentes du mont Bistra, près d'une rivière et dans un environnement de forêts.
Selon des textes qui y sont conservés, le monastère a été fondé en 1020 puis attaqué par les Turcs au XVIe siècle. La reconstruction ne commence qu'en 1743. De 1812 à 1825, l'ensemble est considérablement agrandi. Il a été victime d'un incendie en 2009, qui a notamment touché la bibliothèque et le réfectoire. Il n'a pas fait de victimes et les moines ont pu sauver les objets les plus précieux.
Le monastère est réputé pour son iconostase en bois sculpté réalisée entre 1829 et 1835 et pour son icône de Saint-Jean Baptiste qui aurait des propriétés miraculeuses. Selon la légende, elle aurait été découverte flottant dans la rivière voisine par le fondateur du monastère. Lors de l'attaque turque, elle aurait disparu puis serait revenue sans aide humaine. Cette icône représente le Saint avec trois mains, l'une d'entre elles est censée aider les couples stériles. Le monastère possède enfin des reliques de Saint-Jean Baptiste.

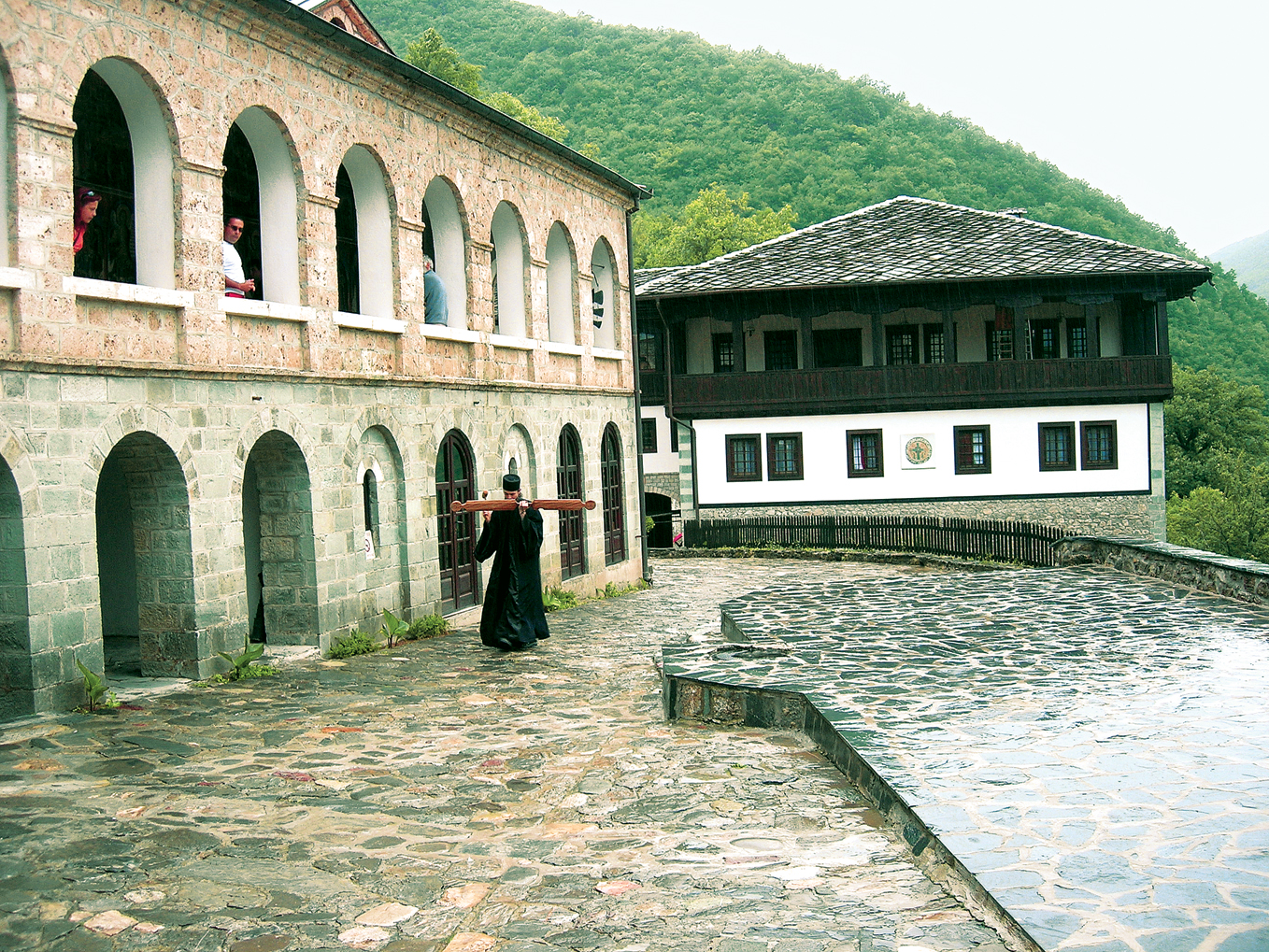
Les bâtiments conventuels.
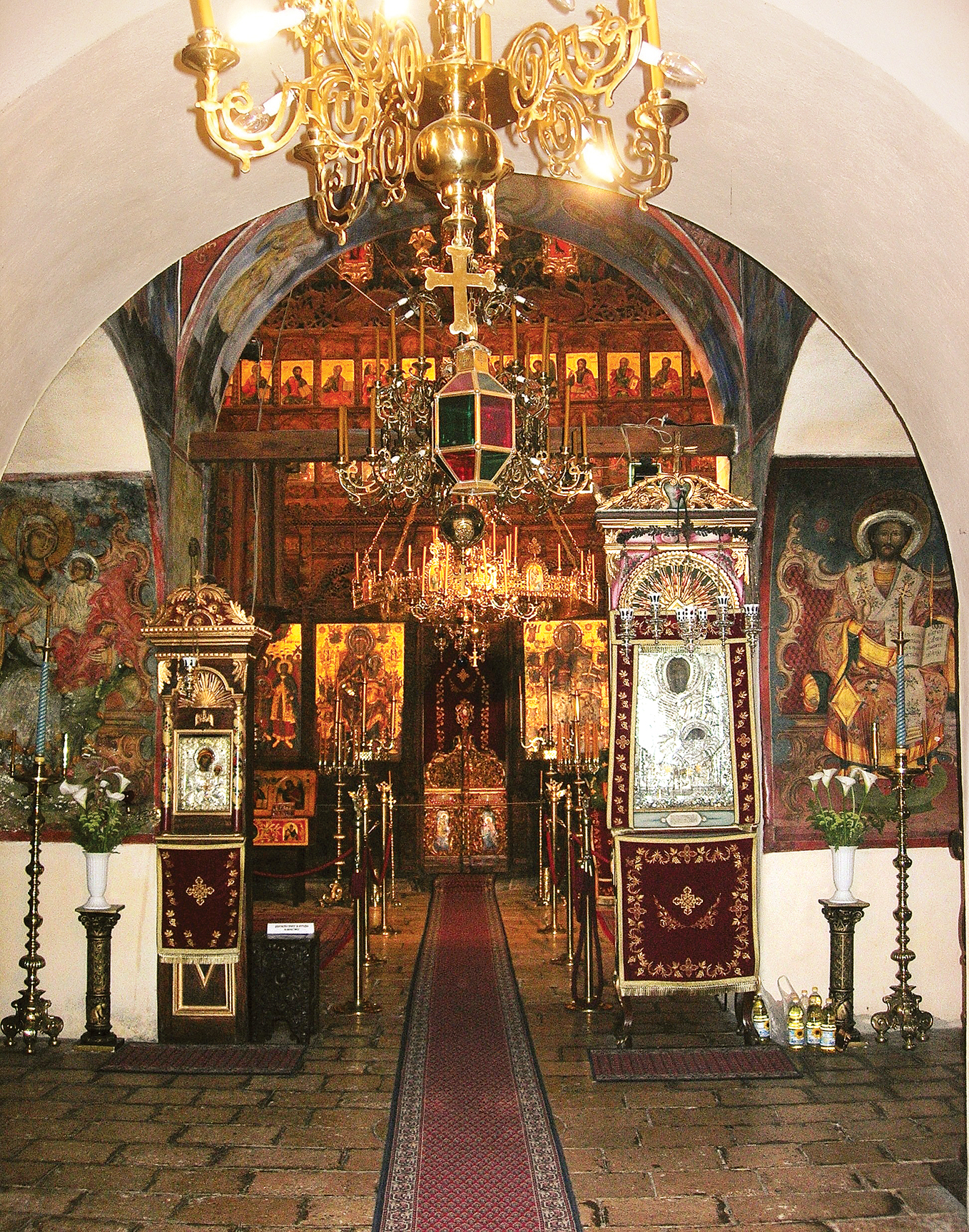
Intérieur de l'église.
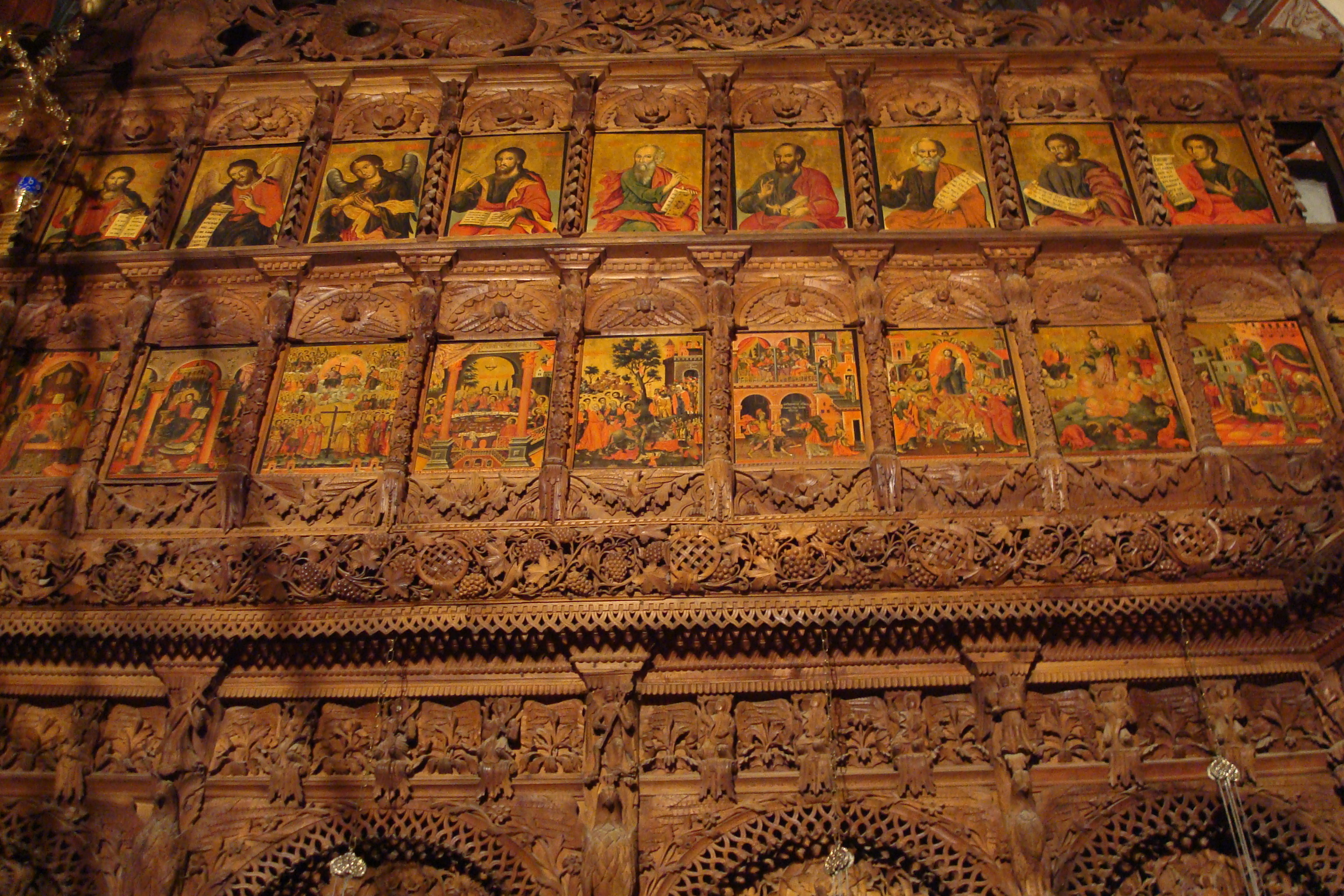
L'iconostase.
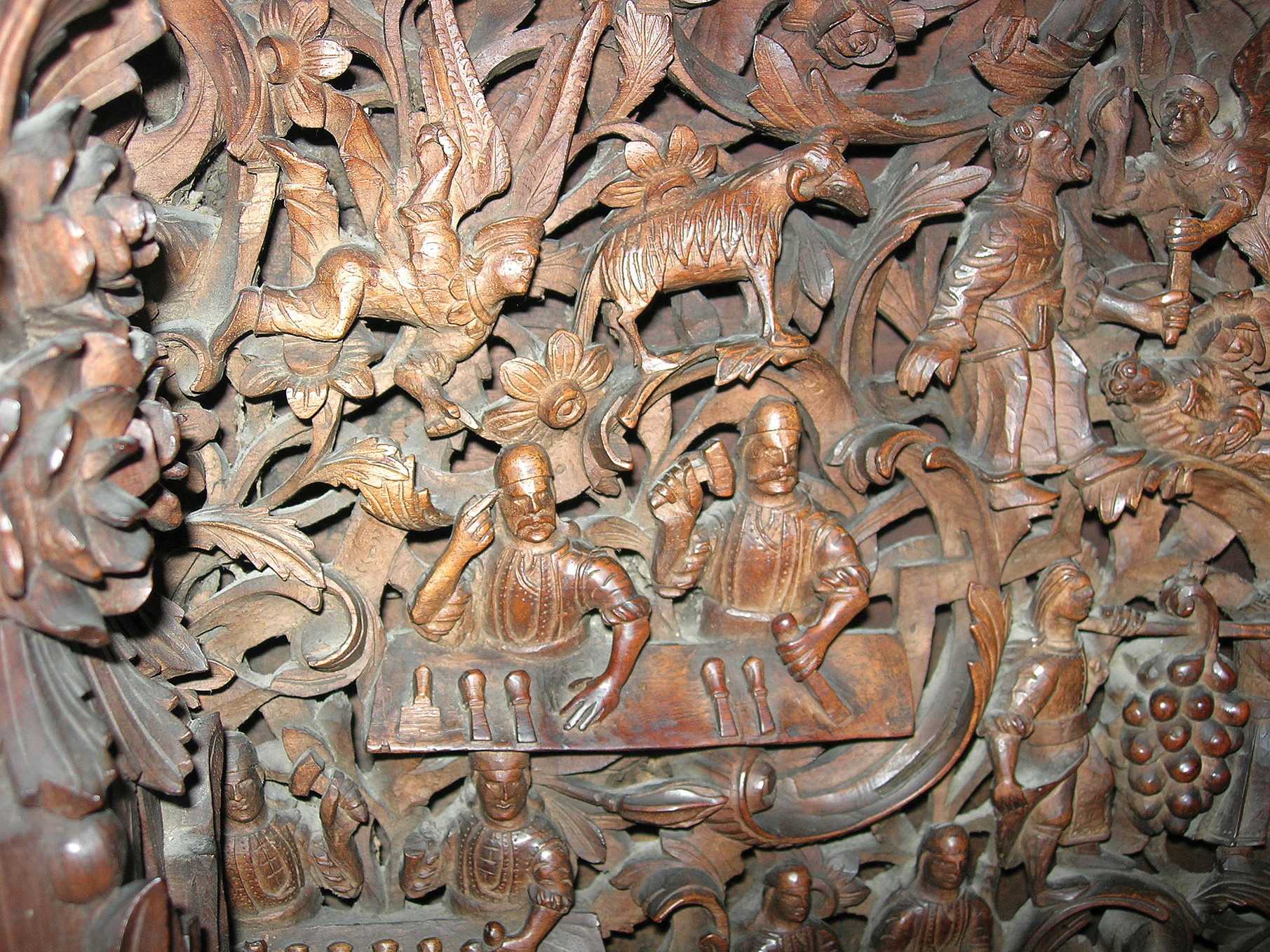
Détail de l'iconostase.
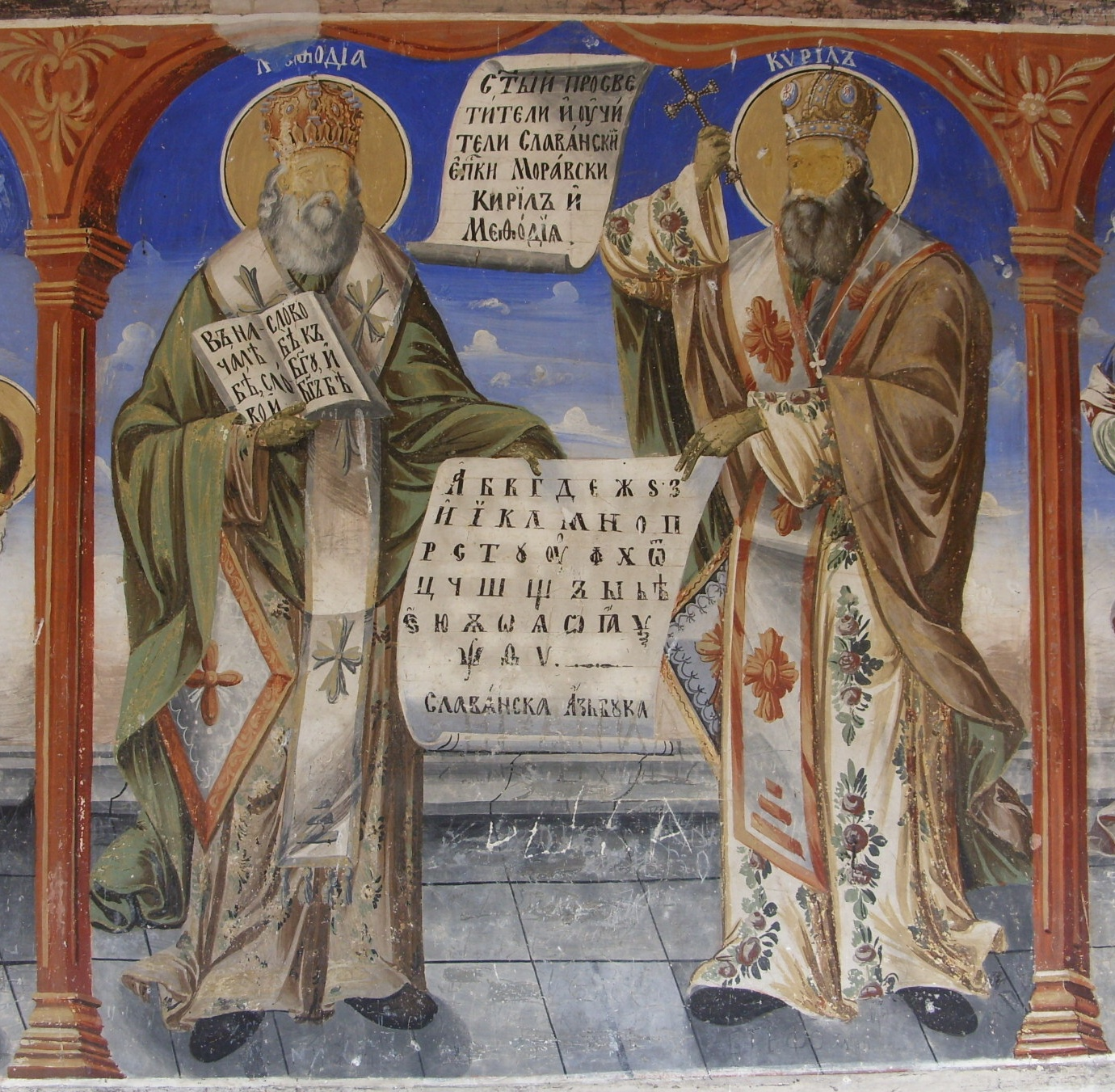
Fresque de l'église.